# La Gaubretière
La Gaubretière è un comune francese di 2 997 abitanti situato nel dipartimento della Vandea nella regione dei Paesi della Loira.

## Società

### Evoluzione demografica
Abitanti censiti